# کنفدراسیون بین‌المللی اتحادیه‌های کارگری
کنفدراسیون بین‌المللی اتحادیه‌های کارگری (انگلیسی: International Trade Union Confederation) (با کوته‌نوشت ITUC)، یک سازمان بین‌المللی، متشکل از تعدادی اتحادیه‌های کارگری ملی است.

## پیشینه
کنفدراسیون بین‌المللی اتحادیه‌های کارگری در سال ۲۰۰۶ میلادی با ادغام کنفدراسیون جهانی کار (WCL) و حرفه‌های آزاد بین‌المللی (FFI) در وین، پایتخت اتریش، تأسیس شد.
 کنفدراسیون بین‌المللی اتحادیه‌های کارگری دارای شعبه‌هایی در آسیا، اقیانوسیه، آمریکای شمالی، آمریکای جنوبی، آفریقای جنوب صحرا، اروپا و کشورهای عربی است. به این ترتیب، کنفدراسیون بین‌المللی اتحادیه‌های کارگری در سال ۲۰۲۱، در مجموع حدود ۲۰۰ میلیون کارگر در ۱۶۳ کشور جهان را نمایندگی کرده و ۳۳۱ سازمان ملی، در آن عضو بودند.
هدف کنفدراسیون بین‌المللی اتحادیه‌های کارگری، ترویج و دفاع از حقوق و منافع کارگران و کارکنان از طریق همکاری‌های بین‌المللی است. از سال ۲۰۲۲، آکیکو گونو (زاده ۱۹۵۴ یا ۱۹۵۵، ژاپن)، رئیس کنفدراسیون بین‌المللی اتحادیه‌های کارگری می‌باشد.